# Charlie Whiting
Charlie Whiting (Sevenoaks, 12 de agosto de 1952 — Melbourne, 14 de março de 2019) foi o diretor de Fórmula 1 da FIA, delegado de segurança, diretor permanente e diretor do departamento técnico da Fórmula 1, no qual gerenciava a logística de cada Grande Prêmio de Fórmula 1, inspecionava os carros antes de cada corrida, fez cumprir as regras da FIA e controlava as luzes que autorizam as largadas nas corridas.

## Carreira

### Fórmula 1
Whiting começou a trabalhar na Fórmula 1 quando ele tinha 24 anos, em 1977, trabalhando então para a Hesketh. A carreira começou a decolar quando se mudou para a Brabham, então no auge dos seus poderes, para ser mecânico-chefe. Nesse mesmo cargo esteve quando Nelson Piquet, ainda pela Brabham, conquistou os títulos mundiais de 1981 e 1983.
Deixou a equipe quando Bernie Ecclestone, dono da época, resolveu vender a equipe, em 1987. Já no ano seguinte em 1988, foi para a FIA, onde foi delegado-técnico, delegado de segurança e diretor de corridas. Em 1997, assumiu o cargo de diretor de provas, posto que ocupava até a data de sua morte.

## Morte
Morreu na noite do dia 14 de março de 2019, na cidade de Melbourne, na Austrália, vítima de uma embolia pulmonar, três dias antes da abertura da temporada da Fórmula 1, no Grande Prêmio da Austrália de 2019.